# اينار كريستجانسون
اينار كريستجانسون هو لاعب كرة قدم آيسلندي، ولد في 16 أغسطس 1934 في اسافيوردور في آيسلندا، وتوفي في 7 ديسمبر 1996.

## وصلات خارجية
- اينار كريستجانسون على موقع أوليمبيديا (الإنجليزية)